# Jobiparadijskraai
De jobiparadijskraai (Manucodia jobiensis) is een zangvogel uit de familie Paradisaeidae (paradijsvogels).

## Verspreiding en leefgebied
Deze soort is endemisch in noordelijk Nieuw-Guinea en het eiland Japen (oude naam Jobi).

## Status
De grootte van de populatie is niet gekwantificeerd maar de soort wordt omschreven als plaatselijk algemeen. Op de Rode lijst van de IUCN heeft deze soort de status niet bedreigd.